# 秘书处大楼 (昌迪加尔)
秘书处大楼（Secretariat Building）是一座勒·柯布西耶设计的 政府大楼。

## 历史
建于1953年，所在的昌迪加尔政治中心建筑群共包括三座建筑物和三座纪念碑：秘书处大楼（Secretariat Building）、议会大厦（Palace of Assembly）、高等法院（High Court）、开掌纪念碑（Open Hand Monument）、几何山（Geometric Hill）、光影之塔（Tower of Shadows）。
2016年7月17日，该建筑和勒·柯布西耶的其他建筑作品被列为世界遗产。

## 画廊

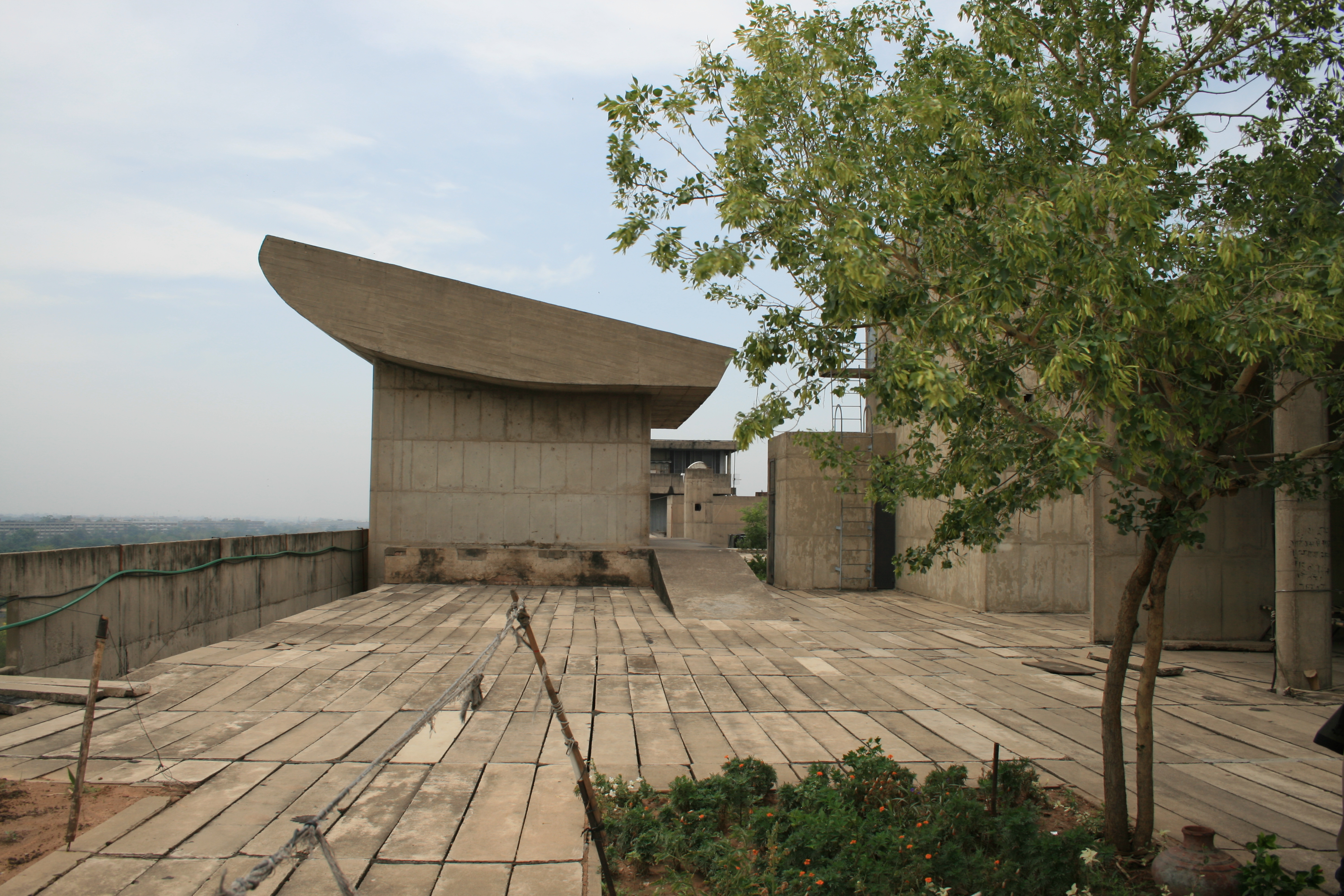
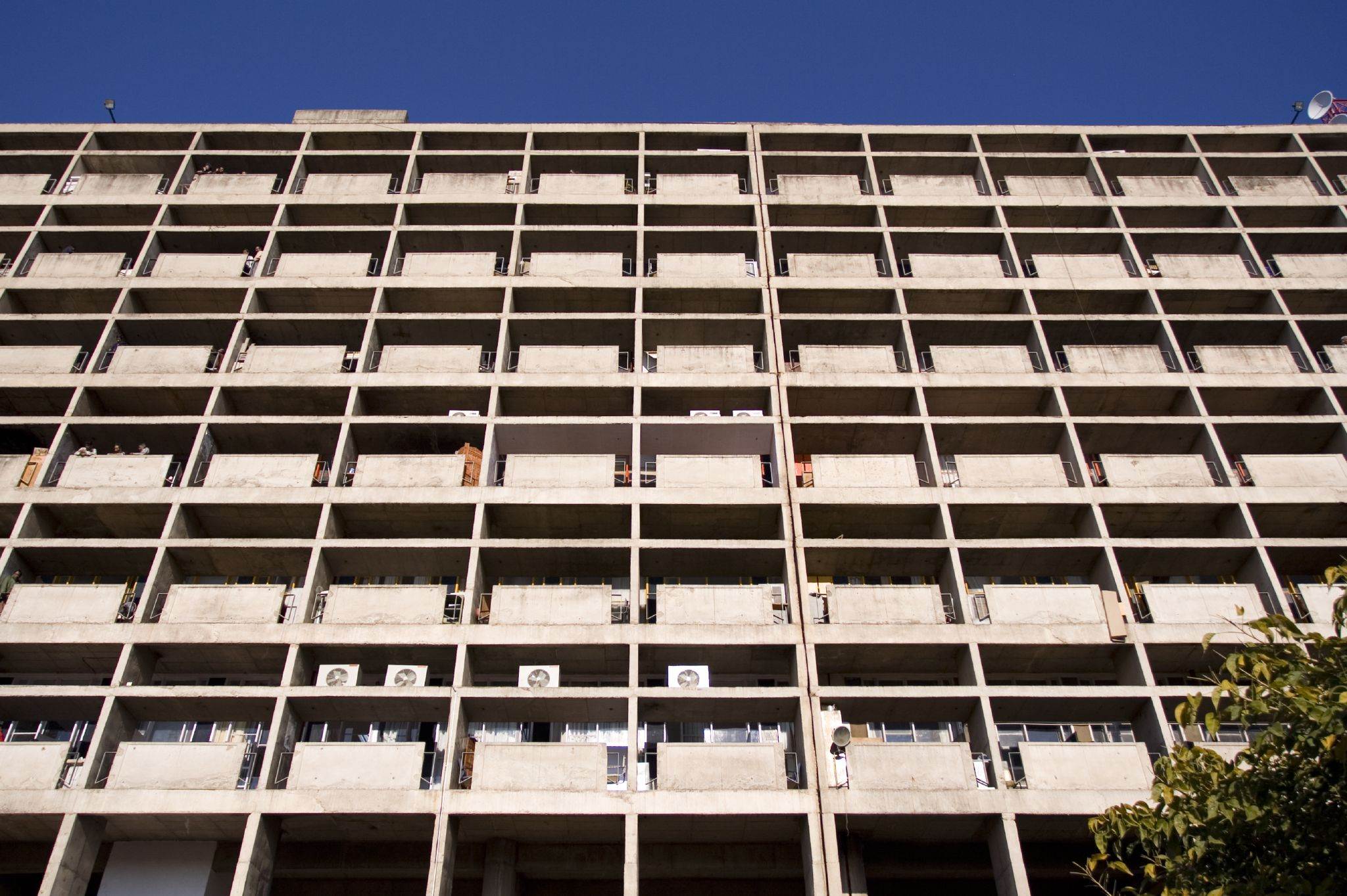
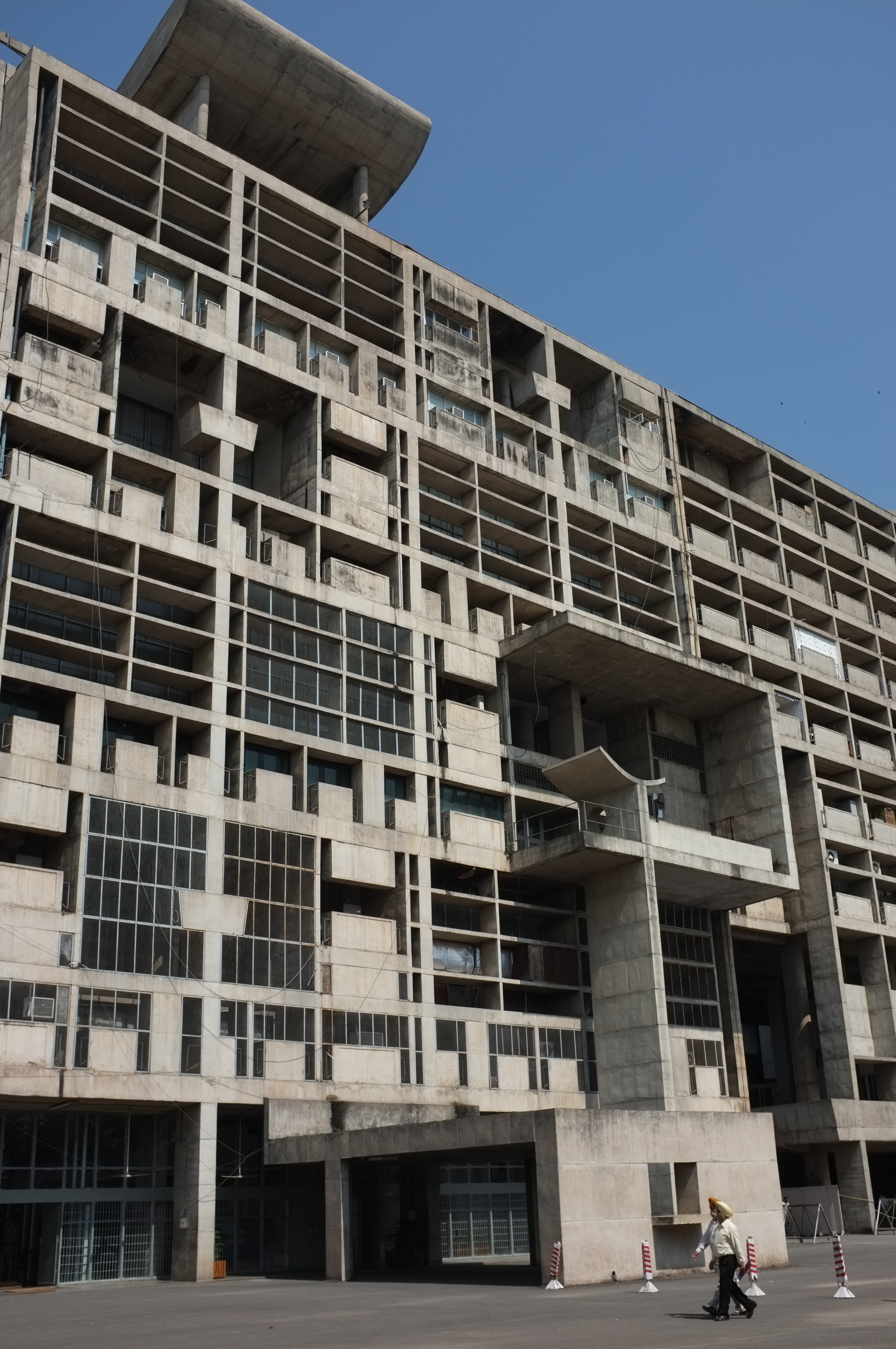